# تکیه (ترانه)
تکیه تک‌آهنگی از گروه موسیقی میجر لیزر، دی‌جی اسنیک و مو است که در  ۲ مارس ۲۰۱۵ منتشر شد. این تک‌آهنگ در آلبوم صلح مأموریت است قرار داشت.
این تک‌آهنگ در چارت‌های ، ایرلند،  در رتبه اول  و در چارت‌های کانادا، اسکاتلند، لهستان، بریتانیا،  جزو ده ترانه اول قرار گرفت.